# Eilema brunnea
Eilema brunnea là một loài bướm đêm thuộc phân họ Arctiinae, họ Erebidae.